# Новогоднее дерево

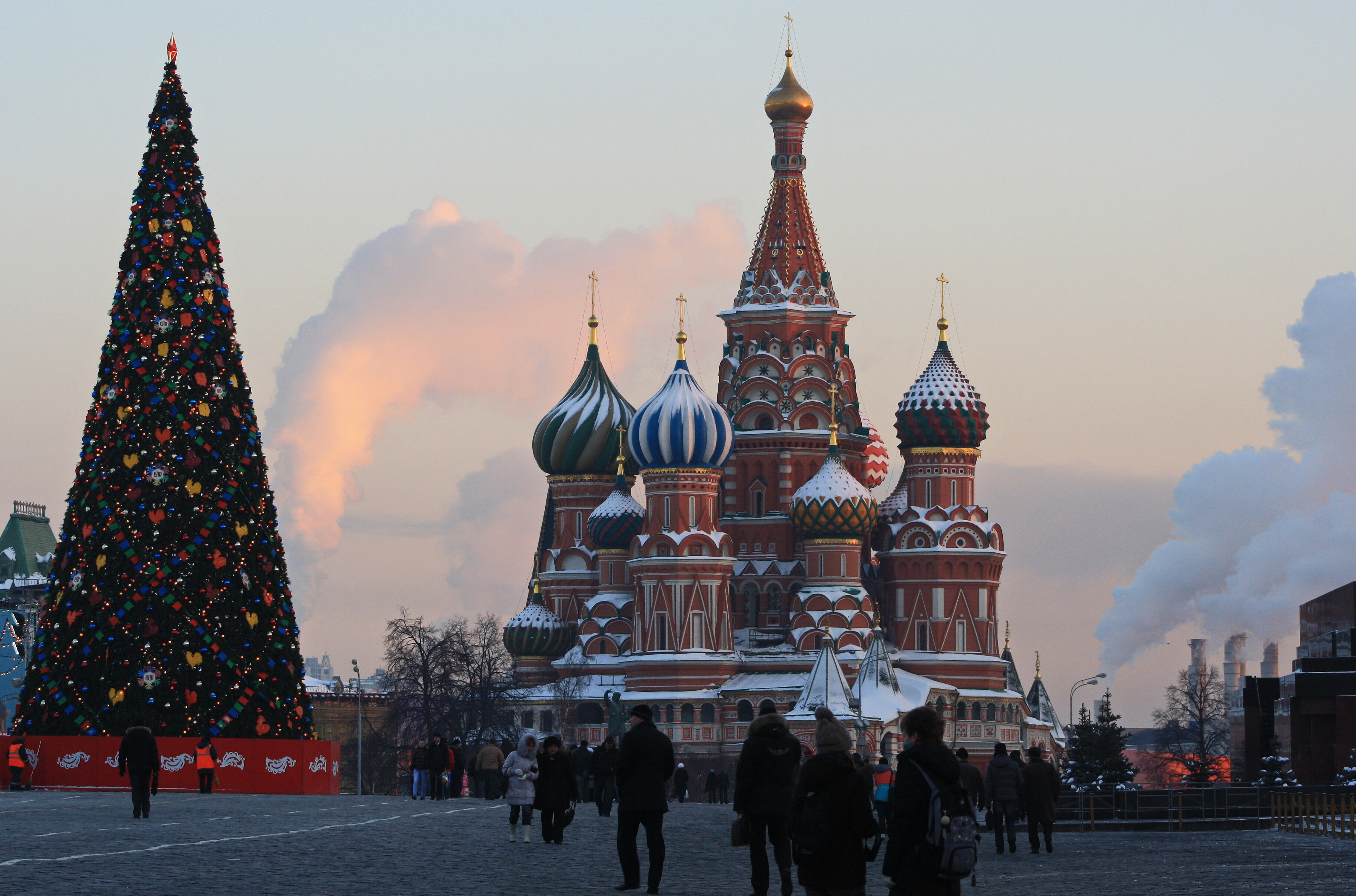
Новогодняя ёлка на Красной площади в Москве

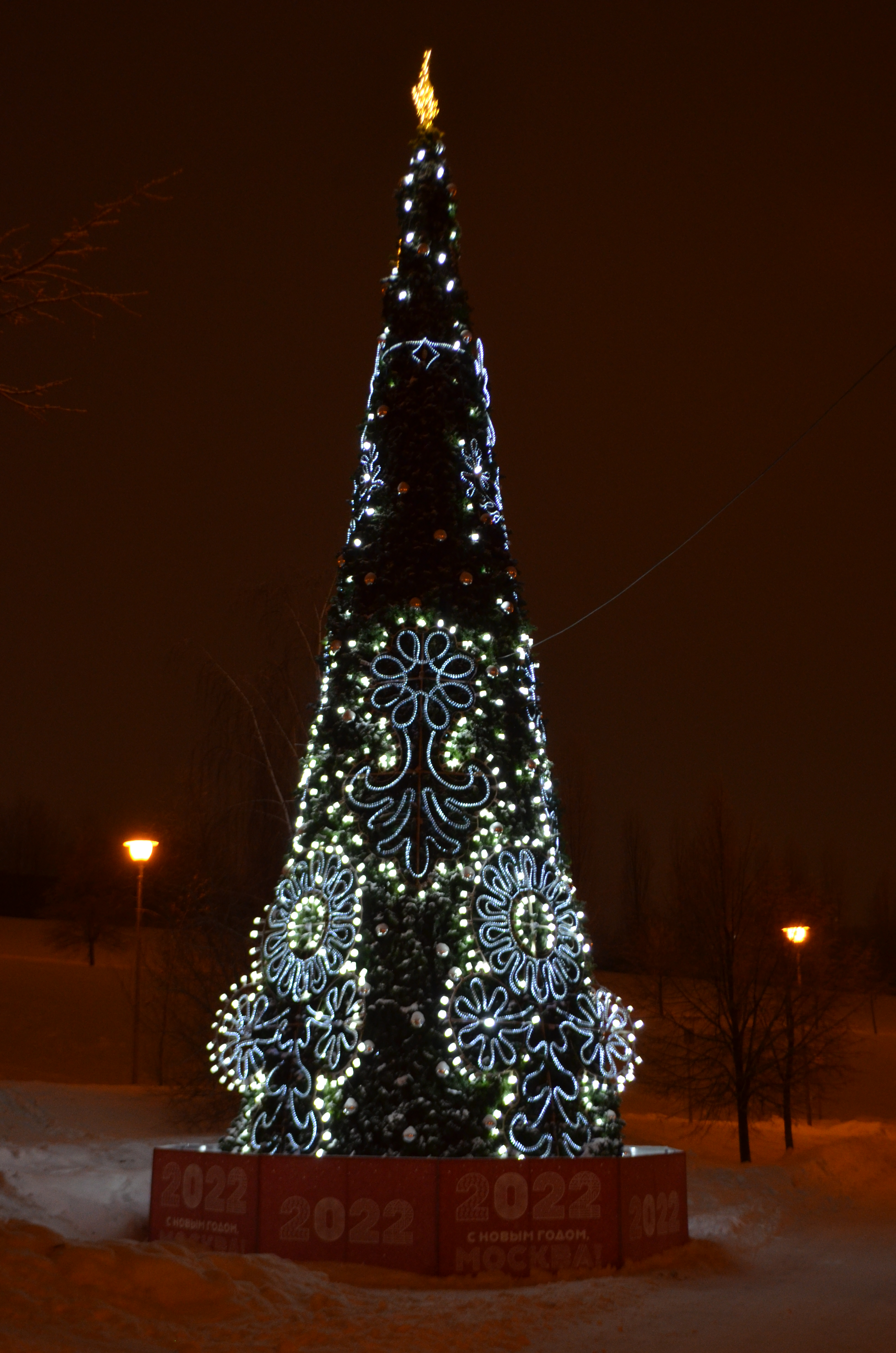
Новогодняя ёлка, Братеевский каскадный парк (30.12.2021)

Новогоднее дерево — настоящее или символическое дерево, наряжаемое специально к Новому году. Традиции новогоднего дерева существуют на территории бывшего СССР, как советской альтернативы Рождеству, а также в Азии.
В России и других странах бывшего социалистического лагеря изначально возникла как Ёлка к Рождеству и переняла большую часть традиций от неё. Существует не только в России, но и в других государствах и странах, где Рождество традиционно не празднуется, например в Турции, Вьетнаме, Японии. Считается главным символом Нового года.

## Новогодняя ёлка в России и СССР

### В Российской империи

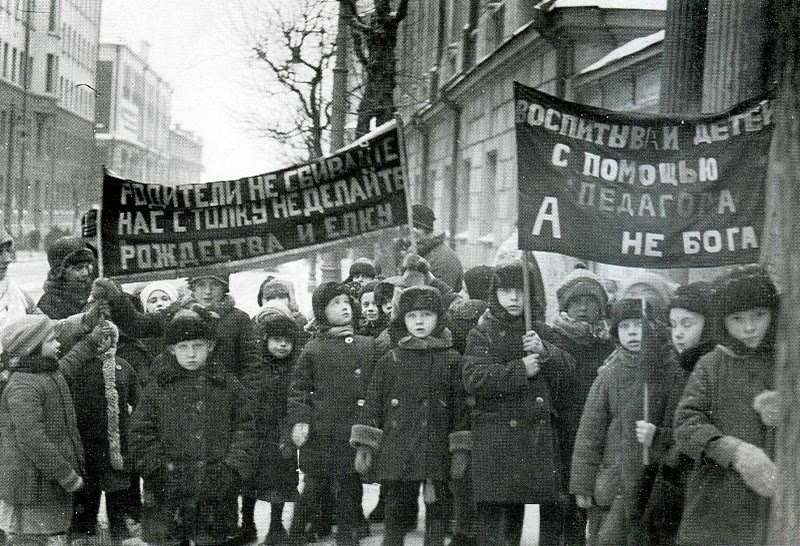
Демонстрация против Рождества и ёлки в 1929 году

Обычай украшать дома на новый год хвойными деревьями появился в России по указу Петра I при переходе на летоисчисление от Рождества Христова в канун 1700 года (до этого новый год в России отмечался от сотворения мира 1 сентября) — «перед воротами учинить некоторые украшения из древ и ветвей сосновых, елевых и можжевелевых», «людям скудным каждому хоть по деревцу или ветке над воротами или над хороминой своей поставить», а также «учинить трижды стрельбу и выпустить несколько ракет, сколько у кого случится». В декабре 1817 года Александра Фёдоровна устроила в Московском Кремле первую в России Рождественскую ёлку. Ещё до революции 1917 года сложился обычай праздновать Рождество, наряжая ёлку и проводя детский праздник. Однако забава эта была недешёвой и доступной лишь для детей в обеспеченных семьях.

### В СССР
С конца 1920-х годов в России рождественская ёлка оказалась под фактическим запретом как «буржуазный», «поповский» и антисоветский обычай. Рождественская ёлка была под запретом больше 5 лет.
Под «Рождество Христово» в обед

Старорежимный ёлочный дед

С длинной-предлинной такой бородой

Вылитый сказочный «Дед-Мороз»

С ёлкой под мышкой саночки вёз,

Санки с ребёнком годочков пяти.

Советского тут ничего не найти!Демьян Бедный

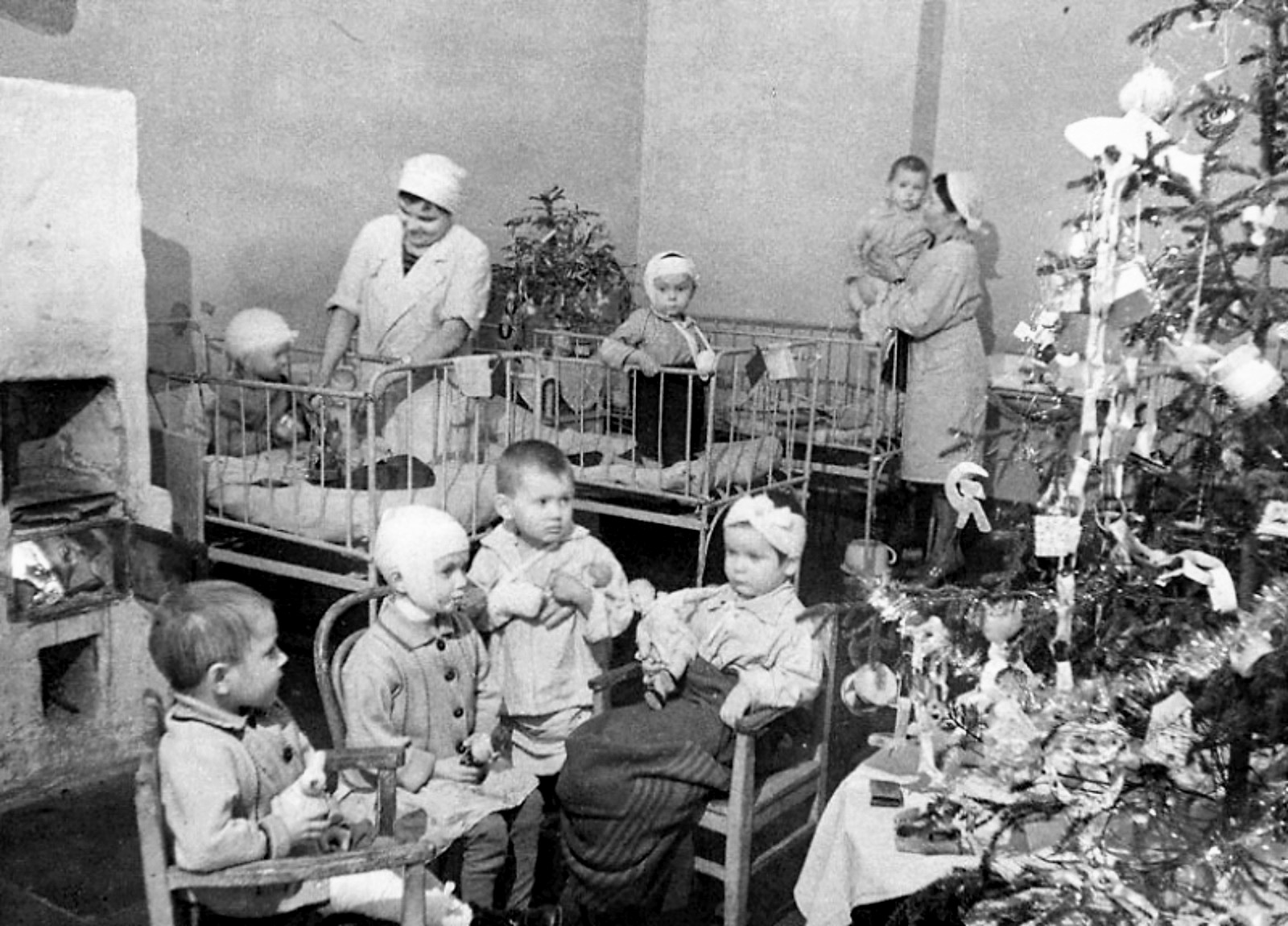
Новогодняя ёлка в хирургическом отделении детской больницы блокадного Ленинграда, 1942

В СССР ёлка как атрибут праздника — уже не рождественского, а новогоднего — была возвращена в 1935 году по решению И. В. Сталина, который поручил партийному деятелю П. П. Постышеву выступить по этому вопросу в печати.
«Не помню года и тем более месяца, но вот однажды позвонил мне Сталин и говорит: “Приезжайте в Кремль. Прибыли украинцы, поедете с ними по Москве, покажете город”. <…> Вышли мы, сели в машину Сталина. Поместились все в одной. Ехали и разговаривали. <…> Постышев поднял тогда вопрос: “Товарищ Сталин, вот была бы хорошая традиция и народу понравилась, а детям особенно принесла бы радость — рождественская ёлка. Мы это сейчас осуждаем. А не вернуть ли детям ёлку?” Сталин поддержал его: “Возьмите на себя инициативу, выступите в печати с предложением вернуть детям ёлку, а мы поддержим”. Так это и произошло. Постышев выступил в “Правде”, другие газеты подхватили идею»Н. С. Хрущёв
28 декабря 1935 года в газете «Правда» на третьей странице вышла короткая статья П. П. Постышева, в которой нападки на ёлку были названы «левым загибом» и «следует этому неправильному осуждению ёлки, которая является прекрасным развлечением для детей, положить конец».

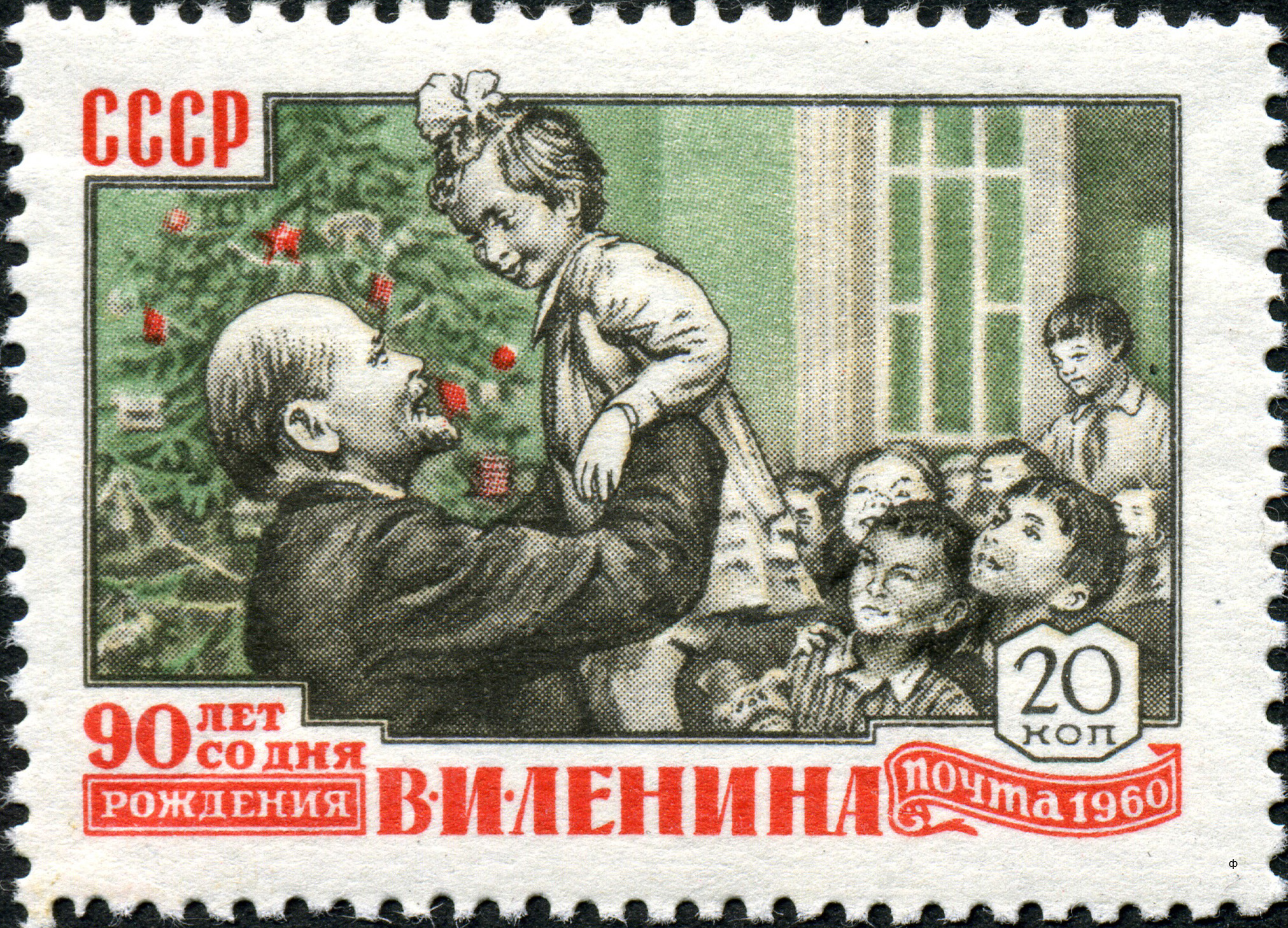
Почтовая марка СССР «В. И. Ленин на новогодней ёлке в Сокольниках», 1960 год, серия к 90-летию со дня рождения Ленина

Первую организованную официальными советскими властями ёлку в СССР увидели жители города Харькова во Дворце пионеров 30 декабря 1935 года. К новому 1937 году была установлена первая кремлёвская новогодняя ёлка. 
Выпуск искусственных новогодних ёлок из синтетических материалов освоила Московская фабрика художественных изделий, уже в середине 1970-х годов они использовались в СССР и экспортировались в другие страны (в частности, в Японию).

### В постсоветской России

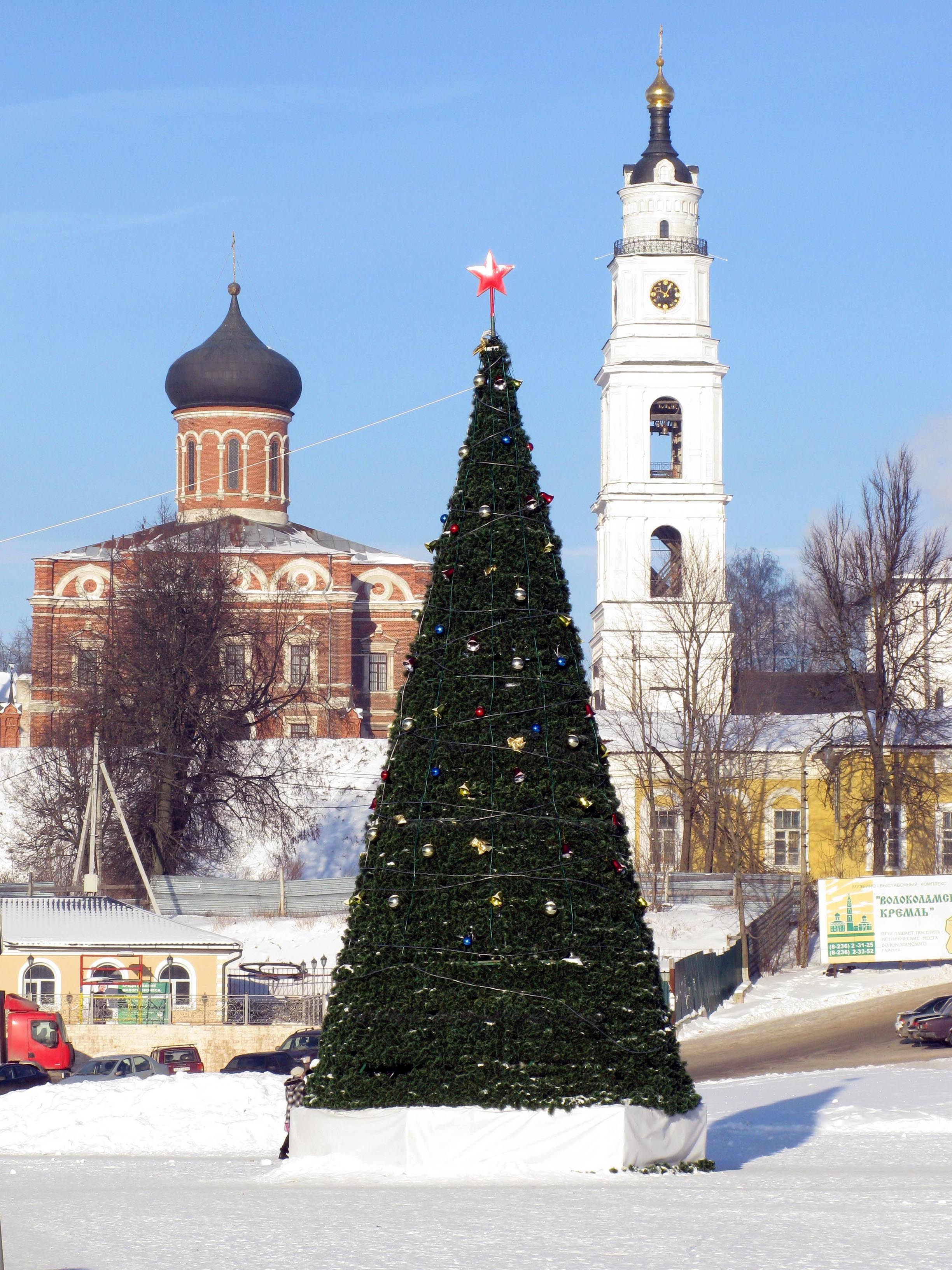
Волоколамск, 2010. Синкретизм эпохи: красная звезда на фоне церкви

С декабря 1996 года в России возобновилась дореволюционная традиция ставить ёлку в новогодние праздники на Соборной площади Московского Кремля. Кремлёвская ёлка выбирается по определённым стандартам: дерево должно быть хорошего качества, чтобы перенести температурные перепады и простоять, не осыпаясь, три недели, иметь ровный ствол и пушистые ветки, на стволе не должно быть мха и лишайников, возраст — не менее 100 лет, высота — около 30 метров, диаметр ствола — не менее 0,6 метра.
В других российских городах ёлки также устанавливают на центральных площадях и в популярных туристических местах. В процессе разработки дизайна украшения таких деревьев нередко участвуют ведущие специалисты и представители мира моды. Установка, украшение и зажжение центральных новогодних ёлок является традицией множества городов, которая в праздники привлекает горожан и туристов.
В Новом 2009 году самая высокая новогодняя ель в России была поставлена в Красноярске на главной площади города — Театральной. Её высота — 46 метров, диаметр основания — 19 метров, длина окружности основания — 60 метров. По своим размерам она обогнала даже казанскую ёлку, которая оказалась на 6 метров ниже.

## Новогодняя ёлка в Турции

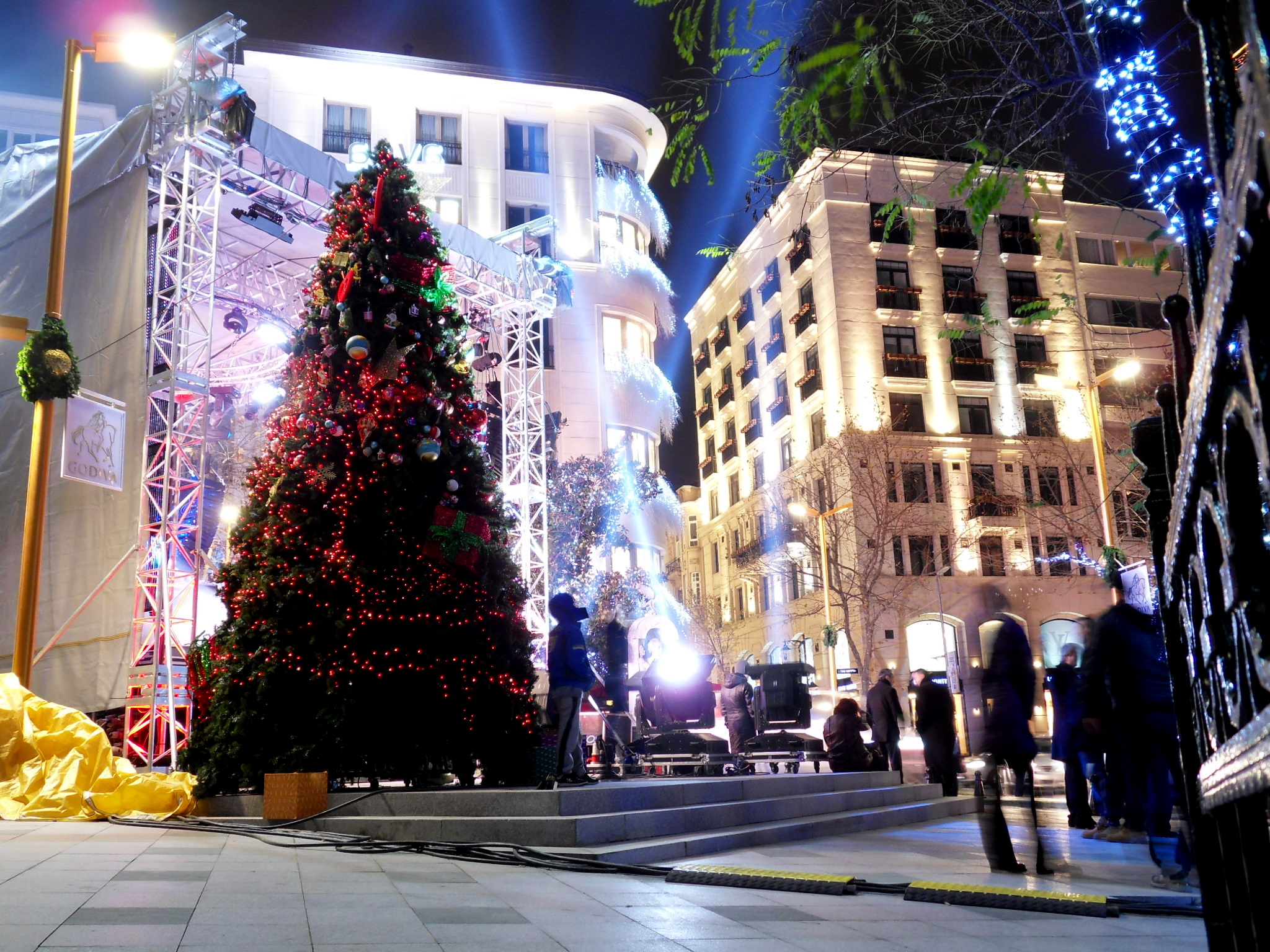
Новогодняя ёлка на улице Абди Ипекчи в Стамбуле

Турецкая новогодняя ёлка, называемая «Йилбаши Агаджи» (тур. Yılbaşı Ağacı — дословно «дерево начала года»), так же как и российская, очень напоминает Рождественскую и является её прямым потомком. Как и в России, это преимущественно светский обычай, поскольку 95 % турок — мусульмане и не празднуют Рождество. Обычай наряжать ёлку на Новый год появился примерно в конце 1920-х годов, с переходом Турции на григорианский календарь.

## Новогодняя ёлка вЭстонии
Уже много лет в Таллине и других городах Эстонии существует порядок, когда после Рождества и Нового года ёлки не выбрасывают, а приносят и сдают в определённые места. Далее из этих ёлок собирают разнообразные скульптуры и в назначенный час, вместо безрадостного окончания своего пути среди мусорных контейнеров, новогодние ёлки ещё несколько часов служат центром огненного шоу — «Сжигание праздничных ёлок». Городские самоуправления заранее готовят эти мероприятия и всячески поощряют их. Кроме самого шоу, зрителей, особенно детей, часто ждут разнообразные сюрпризы, подарки и сладости. При организации этих мероприятий большое внимание уделяется привлечению общества к проблемам экологии и чистоты жилого пространства.
В январе 2021 года в таллинском районе Ласнамяэ было открыто 12 пунктов по сбору новогодних ёлок. Из них сделают покрытие для лесных дорожек в парке Тондираба.

## Новогодняя ёлка в Азербайджане
В Баку рождественские ёлки стали появляться после начала нефтяного бума второй половины XIX века, когда в город потоком хлынули иностранцы: немцы, поляки, англичане, шведы и так далее. Рождественская ёлка была для них самым что ни на есть привычным атрибутом, который был знаком с детства. Русские жители Баку также придерживались своих старых традиций — в их домах появлялись эти ёлки, украшенные игрушками, фруктами, сладостями и свечами, под которыми непременно лежали подарки. С течением времени азербайджанская знать, не желая отставать от европейских и российских веяний, также начала устанавливать в своих домах рождественские ёлки. Конечно, традиции Рождества были им чужды, большая часть населения были мусульманами. Стоила доставка елей недешево, поэтому в домах простых горожан-мусульман традиция прижилась не так быстро; массовая же установка новогодних уже ёлок стала привычной лишь в послевоенное время. Самые первые официальные ёлки в Баку устанавливались прежде всего в зале Городской думы, в домах губернатора, гласных Думы, других представителей властей, а также в домах интеллигенции. Ставились рождественские ёлки и в домах православного духовенства. Очень часто ёлки устраивались для детей-сирот или для детей из неблагополучных семей каким-нибудь благотворительным обществом. Мусульманских детей на таких мероприятиях было не так много. Девочек — тем более. Вместе с традицией наряжать ёлку в Баку пришли и традиции балов-маскарадов. Причём, балы-маскарады появились даже не как следствие праздника Рождества, а как бы параллельно, независимо от него.
На данный момент традиция ставить Новогоднюю ёлку в Азербайджане плотно закрепилась. Государственная новогодняя ёлка ставится на площади около Президентского дворца, улицы украшаются гирляндами, проводятся различные мероприятия, посвящённые новому году. На улицах столицы и крупных городов можно увидеть Новогодние ёлки в различных учреждениях и магазинах. Из-за тёплого климата ёлки в основной массе искусственные. Также закрепилась традиция и в домах ставить новогоднюю ёлку, украшать её гирляндами, лампочками, игрушками и свечами.

## Чичилаки в Грузии

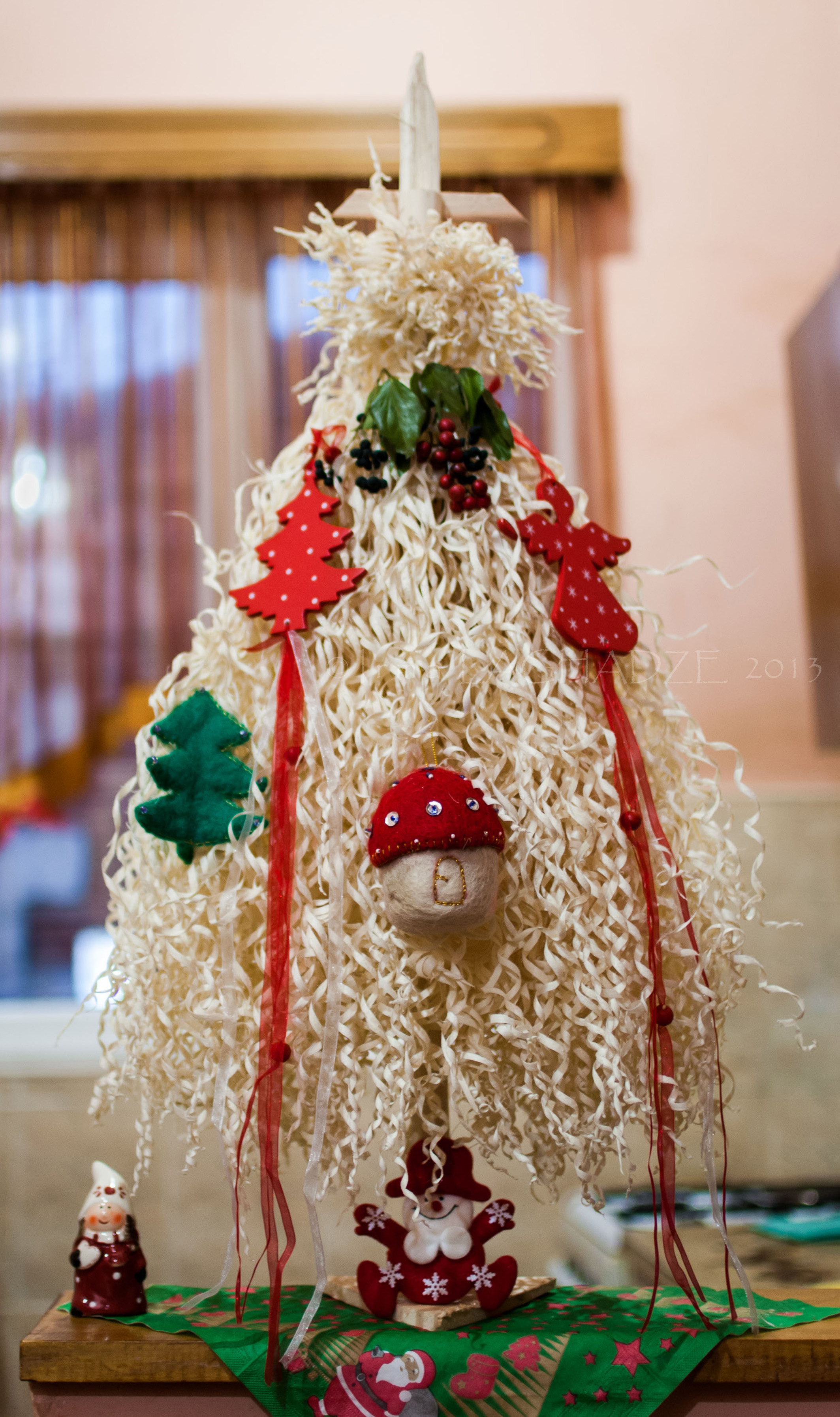
Чичилаки

Традиционным новогодним символом и украшением в Грузии выступает Чичилаки. Настоящий чичилаки изготавливается из прямой ветви орехового дерева, которую последовательно обстругивают с одного конца, оставляя тонкие стружки держаться на другом конце. В результате получается палка с пышной стружечной кроной, которая и является чичилаки. Обычная высота украшения 50—70 сантиметров, его ставят на праздничный стол возле тарелки со сладостями: чурчхелой, козинаки, сухофруктами. Традиция связывает чичилаки с западом Грузии, с регионом Гурия. Специалисты указывают на древность данной традиции, связанной с прослеживаемым во многих культурах культом Мирового древа, символикой жизни и плодородия. С принятием христианства произошло переосмысление многих прежних языческих обрядов. В том числе на верхушке чичилаки теперь иногда устанавливают или выстругивают крест, а само украшение ассоциируют с бородой святителя Василия. Праздник этого популярного в Грузии святого по церковному календарю отмечается 1 января, у греков он выступает аналогом Санта-Клауса. Сами гурийцы держат чичилаки в доме до 19 января, а затем переносят в винный погреб, чтобы благодать новогоднего деревца снизошла и на вино.

## Новогоднее дерево в Японии

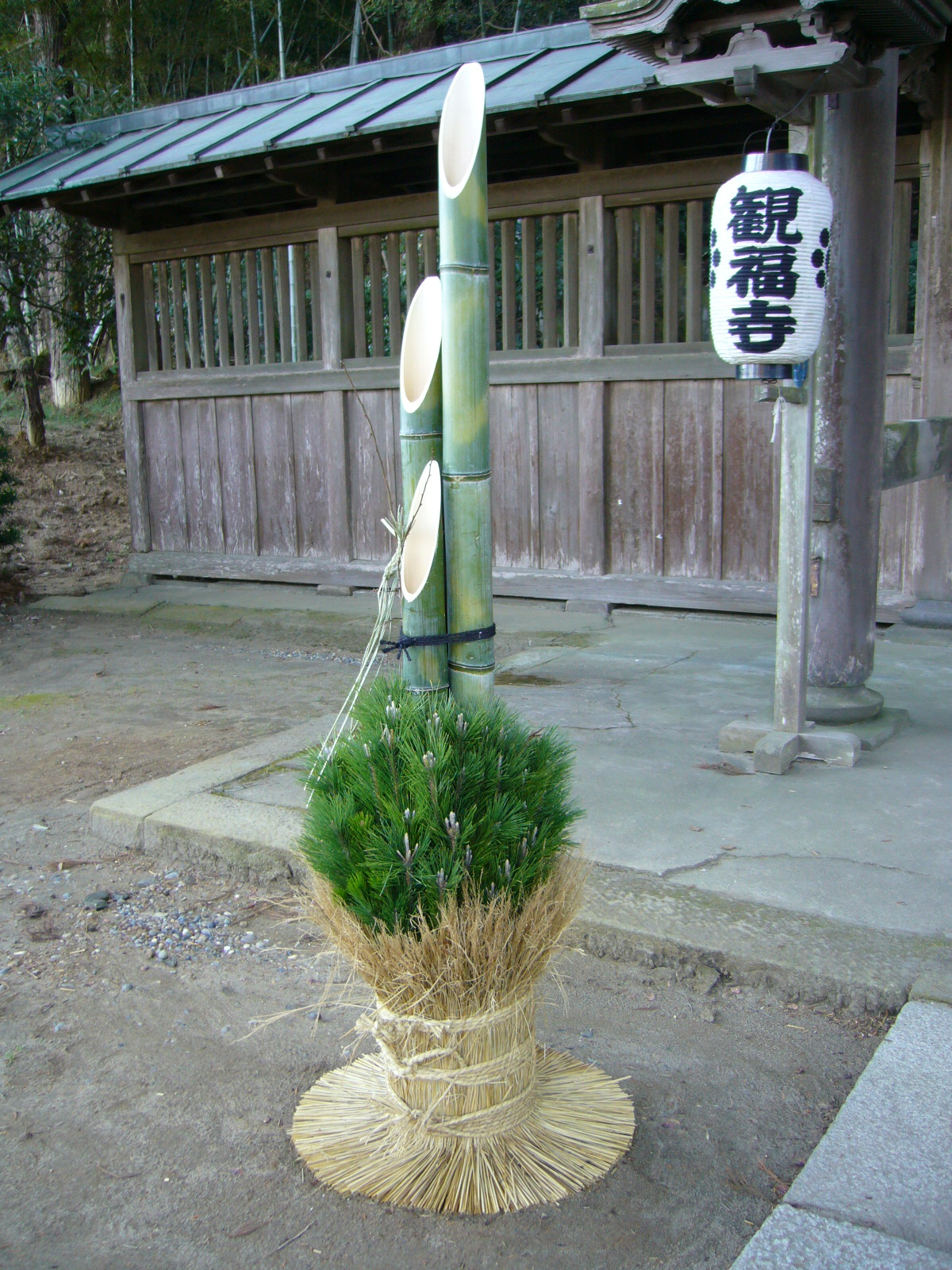
Традиционное кадомацу возле ворот монастыря Кампукудзи

Новогоднее дерево в Японии, называется Кадомацу (яп. 門松, букв. «сосна у входа»). Изготовляется обычно из сосны, а также бамбука, папоротника и других предметов, перевязанных соломенной верёвкой. Выставляется на улице перед входом в дом или квартиру.
Считается приветствием божеству Нового года и его временным пристанищем.
Прототипом кадомацу является живое дерево, которое выставляли во дворе дома во время Нового года. В разных местах это дерево называлось по-разному:
- огамимацу (яп. 拝み松, сосна для преклонения)
- кадзаримацу (яп. 飾り松, украшенная сосна)
- иваимацу (яп. 祝い松, праздничная сосна)
- момбаяси (яп. 門ばやし, лес у ворот)
- монкамбасира (яп. 門神柱, божественный столб у ворот)

Единой формы и стиля изготовления, размещения и украшения кадомацу не существует. Кроме сосны используют дуб, камелию, вербу, каштан, клейеру или бамбук. Их выставляют отдельно или в паре с другими видами деревьев. Место размещения кадомацу не ограничивается только входом. Ими могут украшать сады, комнаты, домашние алтари и так далее. Если кадомацу выставляют на улице, то обязательно в паре, размещая их слева и справа от ворот или дверей. Сверху между ними обычно вешают верёвку из рисовой соломы — симэнава, выступающую в качестве оберега. В закрытых помещениях кадомацу выставляют по одному. В большинстве случаев в центре украшения находятся ветки молодой сосны или другого дерева, которые размещены в три, пять или семь рядов. Их обрамляют листьями дафнифилума и померанцев, перевязывают водорослями и добавляют к подножию ветки. Украшения помещают в деревянные горшки.

## Новогодние растения во Вьетнаме

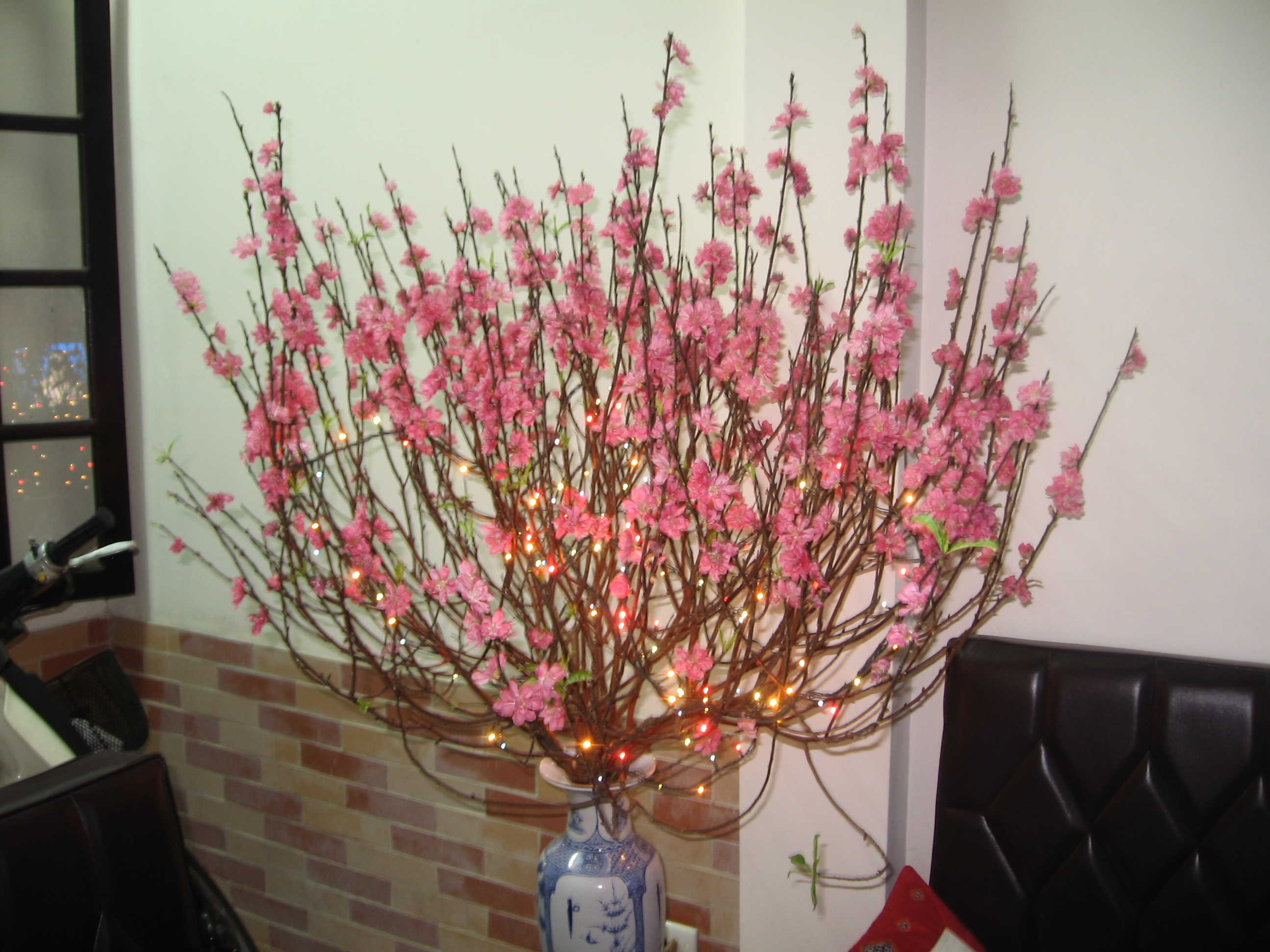
Вишнёвые цветы

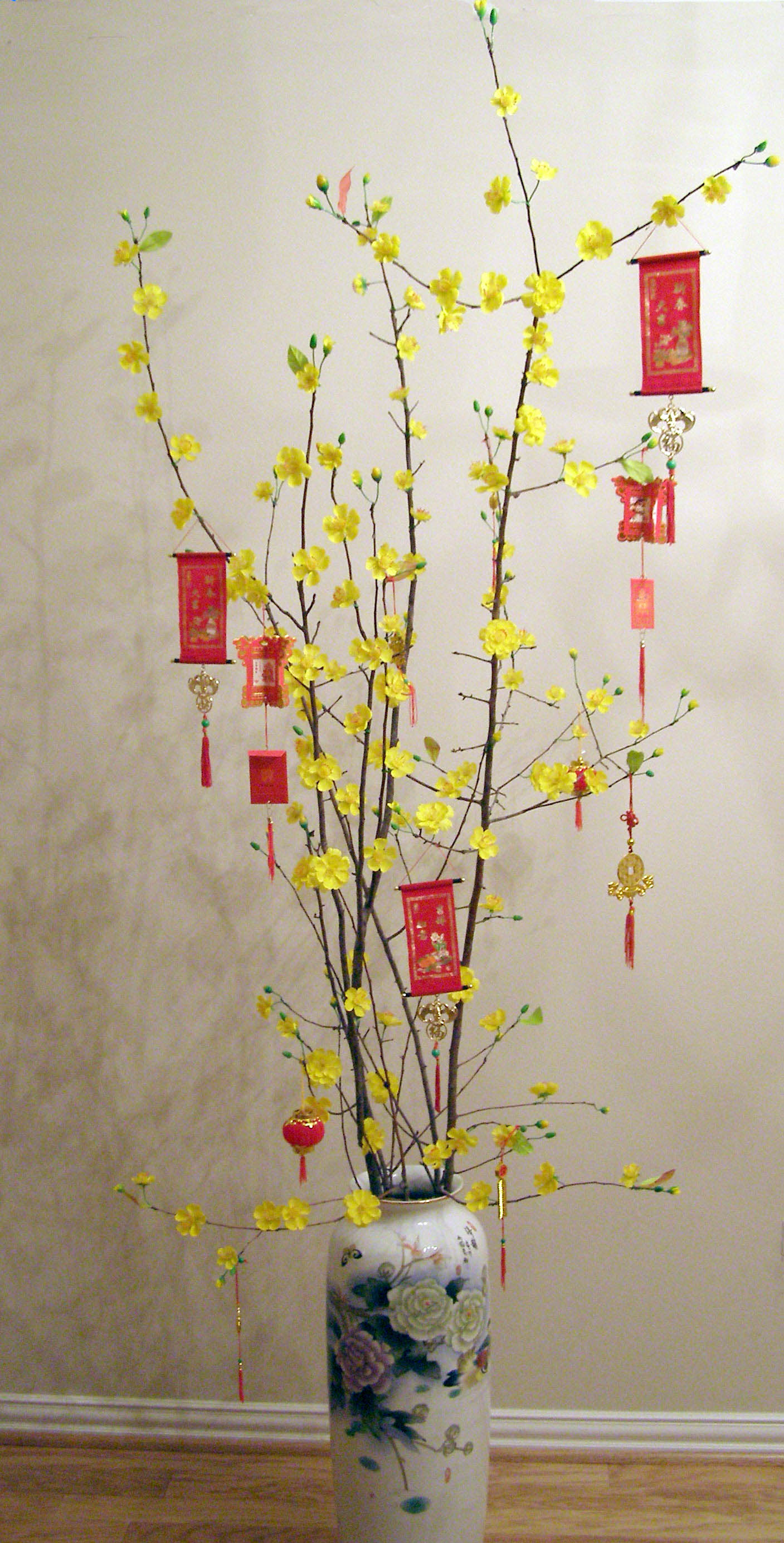
Хоа-май

Новогодним деревом является кэйнеу, пяти—шестиметровая бамбуковая палка с листьями, на которую крепят разнообразные предметы, в том числе амулеты, оригами-рыб, ветки кактусов, петушиные перья, листья кокоса, баньяна.
В каждом доме на севере находится персик (hoa đào, хоа-дао), в центральных и южных районах — хоа-май (Ochna integerrima), в горных селениях — хоа-бан (hoa ban). На севере (ранее — в богатых домах) также иногда выставляют Абрикос японский, также называемый по-вьетнамски «май». В северных и центральных районах на Новый год в жилых комнатах встречаются деревья кумквата. Его многочисленные цветы символизируют пожелание богатства.
Среди других растений — разнообразные деревья-бонсай, хризантема (hoa cúc, хоа кук); бархатцы, вантхо (vạn thọ) — символы долгой жизни; на юге — целозия (mào gà), на севере — нарцисс (thủy tiên), хоа-быом (hoa bướm). В прошлом пожилые старались добиться того, чтобы нарциссы зацвели прямо к полуночи. В XXI веке выращивание мощных деревьев, буйно цветущих на праздник Тет — прибыльный бизнес: дерево может быть продано более чем за 10 000 долларов США, поэтому многие берут небольшие деревца в аренду.

## Новогодняя ёлка как праздничное мероприятие
Выражение «Новогодняя ёлка» также может обозначать праздничное мероприятие, чаще всего для детей, на котором празднуется наступление Нового года и/или Рождества.